# Helen Schifano
Helen Schifano   (Newark, 13 d'abril de 1922 - Fanwood, 9 de novembre de 2007) va ser una gimnasta artística estatunidenca que va competir durant la dècada de 1940.
El 1948 va prendre part en els Jocs Olímpics de Londres, on guanyà la medalla de bronze en la competició del concurs complet per equips del programa de gimnàstica.
Va guanyar set campionats nacionals entre 1939 i 1948. Després de retirar-se de la competitiva va escriure 10 llibres sobre l'esport i va ser col·laboradora habitual de la revista Gymnast. Va fer d'entrenadora i jutge de gimnàstica en diferents competicions internacionals.